# Spastická chůze
Spastická chůze je porucha chůze, způsobená postižením nervů tlumících svalový tonus, což způsobuje napětí antagonistických (vykonávajících protichůdný pohyb) svalových skupin. Postižený nemůže došlápnout na celé chodidlo, došlapuje pouze na špičku. Přítomna bývá také hyperextenze v koleni. Místo flexe kolene a hlezna je přítomna rotace pánve.
Vyskytuje se např. u pacientů po cévní mozkové příhodě, po úrazech centrální nervové soustavy, u pacientů s RS nebo dětskou mozkovou obrnou, nebo u starších pacientů s neurologickými poruchami.